# Anopheles sulawesi
Anopheles sulawesi is een muggensoort uit de familie van de steekmuggen (Culicidae). De wetenschappelijke naam van de soort is voor het eerst geldig gepubliceerd in 1954 door Waktoedi Koesoemawinangoen.